# Чаткал
Чатка̀л (на киргизки: Чаткал; на узбекски: Chatqol, Чатқол) е река в Джалалабадска област на Киргизстан и Ташкентска област на Узбекистан. До изграждането на Чарвакското водохранилище е била лява съставяща на река Чирчик (десен приток на Сърдаря). Дължина 217 km (до изграждането на Чарвакското водохранилище 223 km). Площ на водосборния басейн 7110 km². В горното си течение носи името Каракулджа̀.

## Описание
Река Чаткал води началото си от югозападния склон на хребета Таласки Алатау в Западен Тяншан. В горното си течение тече в югозападна посока през дългата (100 km) и широка (до 8 km) Чаткалска долина между Сандалашкия и Пскемския хребети на северозапад и Чаткалския хребет на югоизток. След устието на левия си приток Терс навлиза в дълбок и непроходим, дълъг около 60 km каньон, като в края му завива на север и навлиза на територията на Узбекистан. Влива се в южния ръкав на Чарвакското водохранилище в близост до узбекското село Бурчмула. Основни притоци: леви – Каратокай, Чанач, Терс (8,1% от водосборния басейн), Тереклисай (Акбулак, 11,9%); десни – Сандалаш (16,8%), Джартису, Каракорум, Чуруксу, Коксу (5,9%). Преобладава снежното подхранване. Среден годишен отток близо до устието 122 m³/s, максимален 920 m³/s. По долината в горното ѝ течение са разпространени гръцки орех, дива ябълка, джанка, арча (вид хвойна), глог.
През 2003 г. по десния бряг на река Чаткал са открити кости на неандерталец на 9-12-годишна възраст. Предполагаемата възраст на останките е 50 000 години.

## Туризъм
Реката е популярно място за воден туризъм. През 1975 г. на нея се провежда Второто Общосъюзно състезание по технически воден туризъм, посветено на 30-годишнината от края на Втората световна война. Участват 22 отбора от всяка съветска република и от Москва и Ленинград. Днес реката е поделена между суверените държави Киргизстан и Узбекистан, затова е по-трудно достъпна и слабо посещавана.

## Топографска карта
- К-42-Б М 1:500000[5]
- К-42-Г М 1:500000[6]